# 340-я стрелковая дивизия
340-я стрелковая дивизия, воинское соединение Вооружённых Сил СССР, принимавшее участие в Великой Отечественной войне.

## История
Формировалась с сентября 1941 года в городе Балашове на основании постановления ГКО СССР от 10.08.1941, директивы НКО за № ОРГ/2/539000 от 11.08.1941 и приказа Военного Совета Приволжского военного округа № ОУ1/5726. Сформирована в большей своей части из уроженцев Пензенской области. После формирования передислоцирована в Канаш, где укомплектовывалась и получала вооружение.
В действующей армии во время ВОВ с 02.12.1941 по 20.04.1942 и с 16.06.1942 по 11.05.1945.
Разгружалась под Тулой на станциях Пахомово и Лаптево с 26.11.1941 года, встала на оборону Лаптевского боевого участка.
02.12.1941 года приступила к боям севернее Тулы, в ходе обороны вместе со 112-й танковой дивизией и 31-й кавалерийской дивизией нанесла контрудар из района Лаптево в направлении на Руднево. К исходу 05.12.1941 декабря вышла на рубеж в четырёх с половиной километрах севернее Руднева.
На 08.12.1941 перед дивизией была поставлена задача вместе со 131-й танковой бригадой и отдельным гвардейским миномётным дивизионом ударом в направлении Новоселебенское, совместно с 413-й стрелковой дивизией уничтожить противника на северном берегу реки Шать и к исходу 08.12.1941 выйти на рубеж Забусово, Трешево.
10.12.1941 года дивизия вместе с 173-й стрелковой дивизией были переданы в 49-ю армию, вошли в состав отдельной оперативной группы и должны были к 12.12.1941 сосредоточиться в районе Обидимо, Яковлево (6-7 километров северо-западнее Тулы) и оттуда нанести главный удар в общем направлении на Щукино.
Перед группой была поставлена задача нанести удар на Плешивку, Щукино; конкретно перед дивизией стояла задача к исходу 14.12.1941 выйти на рубеж Ломинцево, Дуднево (3 километра южнее Ломинцева) и в последующем наступать на Щукино. Дивизию поддерживал 36-й отдельный гвардейский миномётный дивизион реактивной артиллерии. Дивизия перешла в наступление, на 14.12.1941 вела бои за Глебово и Скороварово (2 километра южнее Глебова), наступление развивалось довольно удачно, к вечеру 15.12.1941 заняла Поповку и наступала на Захаровку. Части дивизии к 17.12.1941 вышли на участок Фомищево, Щукино, а 19.12.1941 перешли на западный берег Оки в районе Алексина и наступали в западном направлении, преследуя отступающие вражеские войска и ведя бои с арьергардами. 21.12.1941 дивизия была возвращена в 50-ю армию, содействуя 258-й стрелковой дивизии овладела станцией Средняя, Пушкином (8 километров западнее Алексина). Затем дивизия наступала по северному берегу Оки в западном направлении, 23.12.1941 вышла на рубеж Комола, Поливаново (5 километров юго-восточнее Комолы), имея левофланговый полк в отрыве, на южном берегу Оки.
24.12.1941 дивизия была направлена вдоль дороги Калуга—Таруса с задачей охвата Калуги с северо-востока, преодолевая сопротивление противника, в течение 23-24.12.1941 наступала в западном и частично в северо-западном направлениях. К исходу 25.12.1941 дивизия вышла на линию станция Желябужский, Некрасово, Ивашево, Новолоки (все три — от 8 до 16 километров южнее станции Желябужский), овладев указанными пунктами. 26.12.1941 перешла в наступление с рубежа Болдасовка, Марьино (4 километра южнее Болдасовки) в направлении на Калугу. В ходе боя на фронте дивизии образовались две группы: левофланговый полк, взаимодействуя с правофланговыми частями 290-й стрелковой дивизии, к исходу 27.12.1941 овладел Ждамирово (1 километр восточнее Турынино) и вёл наступление на Турынино. Два других полка, преодолевая сопротивление, к утру 29.12.1941 вышли на фронт разъезд Стопкино, Воскресенское, высота 216,1 (3 километра юго-восточнее Воскресенское), обходя Калугу с северо-востока. 30.12.1941 дивизия сдала свои позиции 290-й стрелковой дивизии и была переброшена на юхновское направление. Вновь в составе ударной группы армий, на 06.01.1942 вела бой за Угаровку, Кудиново. Затем дивизии было приказано в ночь на 10.01.1942 перехватить Варшавское шоссе в районе Стрекалово (9 километров северо-восточнее Юхнова). Дивизия вступила в ожесточённые бои в районе Кудиново, Упрямово, безуспешно атакуя вражеские позиции, по несколько раз в день. К исходу 22.01.1942 дивизия, так и не взяв населённый пункт Берёзки, наступала на Плоское. 27.01.1942, дивизия, передав район Плоское 112-й танковой бригаде, спешно перебрасывалась на левый фланг армии и сосредоточивалась в районе Ленское, Путогино, Каплино, откуда она должна была наступать за 173-й стрелковой дивизией в направлении Барсуки. После этого дивизия до апреля 1942 года ведёт бои в этом же районе на Варшавском шоссе, и 20.04.1942 абсолютно обескровленная отведена в резерв, укомплектовывалась и получала пополнение в Калуге.
В июне 1942 года дивизия включена в состав 5-й танковой армии, в ходе Воронежско-Ворошиловградской оборонительной операции с 06.07.1942 наносит удар в северный фланг наступающей севернее Воронежа 4-й танковой армии вермахта, приблизительно из района Тербуны, там же затем переходит в оборону и до декабря 1942 ведёт оборонительные бои северо-западнее Воронежа.
По отчётам дивизии за 1941—1943 годы дивизия прошла с боями 320 километров (при этом ни разу нигде не отступив), освободила более 310 населённых пунктов, уничтожила свыше 23 тысяч солдат и офицеров противника, захватила трофеи: танков — 21, автомашин — 795, орудий — 9, миномётов — 97, радиостанций — 80, самолётов — З.
С 28.12.1942 по 02.01.1943 передислоцируется маршем в район юго-западнее Воронежа, к концу 1-й декады января заняла позиции на исходном для наступления положении на так называемом сторожевском плацдарме в районе Трясоруково. Дивизия после марша имела: рядового состава — 4057 (положено по штату — 7023); младшего комначсостава — 1325 (положено по штату 2497); комначсостава — 1010 (положено по штату −1062). Миномётов — 128, станковых пулемётов — 30, ручных пулемётов −107, ПТР — 92. Ближе к операции была пополнена, всего стало 6519 человек, 138 миномётов, 136 пулемётов, 41 полевое орудие, 23 противотанковых орудия.
12.01.1943 вместе со 107-й стрелковой дивизией получила указание о подготовке наступательного боя против фашистских войск в полосе Урыв-Покровский — Девица — Коротояк и овладеть Острогожском. 13.01.1943 вторым эшелоном введена в ходе наступления в бой, заняла Урыво-Покровское, затем наступала на
Болдыревку вместе со 150-й танковой бригадой. За день дивизия продвинулась на 7 километров и овладев Болдыревкой и расположенной невдалеке от села высотой с отметкой 178, дивизия перерезала шоссейную дорогу Воронеж — Острогожск, повела медленное наступление на юго-запад. К 20.01.1943 подошла к Острогожску с юго-запада и в этот же день приняла участие в освобождении города, совместно со 107-й стрелковой дивизией и 129-й стрелковой бригадой.
С 24.01.1943 приблизительно из района Городище вместе с 6-й и 8-й лыжными бригадами наступает на Старый Оскол, наткнулась на сильное сопротивление противника. C 02.02.1943 возобновила наступление в составе ударной группировки армии в ходе Харьковской наступательной операции, 05.02.1943 освободила Старый Оскол, обошла с севера город Короча и наступает на Белгород с востока, 06-09.02.1943 ведёт бои на восточных подступах к Белгороду, после его освобождения продолжила наступление в направлении на Харьков, к 13.02.1943 подошла к Харькову с северо-востока и первой ворвалась в Харьков, части дивизии овладели Южным вокзалом, проникли в центр города, очистили от фашистов площади Дзержинского и Тевелева, водрузили в центре города Красное Знамя. После освобождения Харькова продолжила наступление в направлении на северо-запад, на Богодухов, 21.02.1943 освободила Тростянец, продолжила наступление на Ахтырку (частью сил участвовала в освобождении города 23.02.1943), продвигаясь к реке Псёл. 26.02.1943 освободила Гадяч, к марту 1943 года пройдя от Харькова на 130—140 километров и вырвавшись значительно вперёд от войск армии, которая в свою очередь вырвалась вперёд сравнимо с войсками фронта. Вражеские войска нанесли контрудар, в результате чего уже 01.03.1943 дивизия оставила Гадяч и откатилась назад. Ахтырка и Тростянец также были потеряны.
04.03.1943, в связи с прорывом войск противника и отходом 69-й армии, выведена в резерв, оперативно подчинена 69-й армии и участвует в контрударе в направлении на юго-восток на Богодухов, Ольшаны, который не удался, и дивизия была вынуждена отступать на север и северо-восток, где в конечном итоге к концу марта 1943 года сумела стабилизировать позиции восточнее Сум, где находится в обороне до августа 1943 года.
В августе 1943 года перешла в наступление на Сумы, наступала на город в лоб с востока, в центре ударной группировки, понесла большие потери, отличилась при освобождении города. Затем продолжила наступление на запад, преследуя войска противника, переправилась через Десну и к концу сентября 1943 года вышла на Днепр. Форсировала Днепр 01.10.1943 года в районе сёл Борки и Новые Петровцы (Вышгородский район Киевской области), в течение октября 1943 ведёт бои на плацдарме.
С 03.11.1943 наступает с Лютежского плацдарма на правом фланге армии, прикрывая ударную группировку с севера, но 04.11.1943 была брошена в район Пуща-Водица, где выявилось сильное наступление врага. После освобождения Киева продолжила наступление в направлении Фастова, где уже с 09.11.1943 вместе с 232-й стрелковой дивизией отражает мощный контрудар двух танковых дивизий, была вынуждена отойти и оставить Фастовец.
В ходе Житомирско-Бердичевской операции приняла участие в освобождении города Белая Церковь (04.01.1944), на 10.01.1944 ведёт бои в Монастырщинском районе Винницкой области. Вышла на подступы к Умани, но контрударом была отброшена назад, за реку Горный Тикич.
09.02.1944 переброшена в район Красногородка — Мотаевка, во второй полосе обороны, с задачей остановить прорывающиеся к окружённой в Корсунь-Шевченковском группировке части противника, 12.02.1944 дивизия на рубеже реки Гнилой Тикич совместно с частями 5-го механизированного корпуса всё-таки смогла остановить вражеские части, наступавшие на Лисянку и уже прорвавшие оборону 47-го стрелкового корпуса.
Очевидно, направлена по окончании операции в резерв, и в марте 1944 передана в 60-ю армию. Ведёт бои за Тернополь, 21-25.04.1944 ведёт ожесточённые бои за населённый пункт Семиковце.
Участвуя в Львовско-Сандомирской операции, наступает в общем направлении на Львов с востока, на 15.07.1944 ведёт бои за освобождение населённого пункта Купчиньце (Львовская область), подошла к Карпатам севернее Кросно.
С сентября 1944 по ноябрь 1944 пробивается через Карпаты западнее города Ясло. С середины января 1945 года принимает участие в Ясло-Горлинской операции, наступает южнее города Ясло сначала вторым эшелоном, введена в наступление с 19.01.1945 на подступах к реке Дунаец, на 24.01.1945 ведёт тяжёлые бои западнее города Сухо, на 25.01.1945 ведёт бои за населённый пункт Тарново-Гурне, вышла к городу Бельска-Бяла.
C 03 по 12.02.1945 ведёт бои, совместно с 42-й гвардейской танковой бригадой, 211-й танковой бригадой и 1666-м самоходно-артиллерийский полком, под городом Бельска-Бяла, одним из полков перерезала пути отхода вражеских войск из города на запад, вышла в район западнее города Струмень.
Из того же района начала наступление в ходе Моравско-Остравской наступательной операции, наступая с 18.03.1945 на южном фланге 38-й армии в юго-западном направлении, дивизии удалось продвинуться незначительно. К 14.04.1945 дивизия была перегруппирована на рубеж северного берега реки Ольшов, и оттуда дивизия наступает в южном направлении, восточнее Моравской Остравы, 01.05.1945 освободила Фриштат (ныне часть города Карвина), где и закончила войну.
Расформирована летом 1945 года.

## Полное название
340-я стрелковая Сумско-Киевская Краснознамённая орденов Суворова и Кутузова дивизия

## Подчинение
| Дата            | Фронт (округ)             | Армия                                               | Корпус                  | Примечания |
| --------------- | ------------------------- | --------------------------------------------------- | ----------------------- | ---------- |
| 01.09.1941 года | Приволжский военный округ | -                                                   | -                       | -          |
| 01.10.1941 года | Приволжский военный округ | -                                                   | -                       | -          |
| 01.11.1941 года | Резерв Ставки ВГК         | 26-я армия                                          | -                       | -          |
| 01.12.1941 года | Западный фронт            | 49-я армия                                          | -                       | -          |
| 01.01.1942 года | Западный фронт            | 50-я армия                                          | -                       | -          |
| 01.02.1942 года | Западный фронт            | 50-я армия                                          | -                       | -          |
| 01.03.1942 года | Западный фронт            | 50-я армия                                          | -                       | -          |
| 01.04.1942 года | Западный фронт            | 49-я армия                                          | -                       | -          |
| 01.05.1942 года | -                         | -                                                   | -                       | нет данных |
| 01.06.1942 года | Резерв Ставки ВГК         | -                                                   | -                       | -          |
| 01.07.1942 года | Брянский фронт            | 5-я танковая армия                                  | -                       | -          |
| 01.08.1942 года | Брянский фронт            | Оперативная группа генерал-лейтенанта Чибисова Н.Е. | -                       | -          |
| 01.09.1942 года | Брянский фронт            | 38-я армия                                          | -                       | -          |
| 01.10.1942 года | Воронежский фронт         | 38-я армия                                          | -                       | -          |
| 01.11.1942 года | Воронежский фронт         | 38-я армия                                          | -                       | -          |
| 01.12.1942 года | Воронежский фронт         | 38-я армия                                          | -                       | -          |
| 01.01.1943 года | Воронежский фронт         | -                                                   | 18-й стрелковый корпус  | -          |
| 01.02.1943 года | Воронежский фронт         | 40-я армия                                          | -                       | -          |
| 01.03.1943 года | Воронежский фронт         | 40-я армия                                          | -                       | -          |
| 01.04.1943 года | Воронежский фронт         | 69-я армия                                          | -                       | -          |
| 01.05.1943 года | Воронежский фронт         | 38-я армия                                          | -                       | -          |
| 01.06.1943 года | Воронежский фронт         | 38-я армия                                          | -                       | -          |
| 01.07.1943 года | Воронежский фронт         | 38-я армия                                          | -                       | -          |
| 01.08.1943 года | Воронежский фронт         | 38-я армия                                          | -                       | -          |
| 01.09.1943 года | Воронежский фронт         | 38-я армия                                          | 50-й стрелковый корпус  | -          |
| 01.10.1943 года | Воронежский фронт         | 38-я армия                                          | 51-й стрелковый корпус  | -          |
| 01.11.1943 года | 1-й Украинский фронт      | 38-я армия                                          | 50-й стрелковый корпус  | -          |
| 01.12.1943 года | 1-й Украинский фронт      | 40-я армия                                          | 51-й стрелковый корпус  | -          |
| 01.01.1944 года | 1-й Украинский фронт      | 40-я армия                                          | 51-й стрелковый корпус  | -          |
| 01.02.1944 года | 1-й Украинский фронт      | 40-я армия                                          | 50-й стрелковый корпус  | -          |
| 01.03.1944 года | 1-й Украинский фронт      | -                                                   | 47-й стрелковый корпус  | -          |
| 01.04.1944 года | 1-й Украинский фронт      | 60-я армия                                          | 106-й стрелковый корпус | -          |
| 01.05.1944 года | 1-й Украинский фронт      | 60-я армия                                          | 106-й стрелковый корпус | -          |
| 01.06.1944 года | 1-й Украинский фронт      | 60-я армия                                          | 106-й стрелковый корпус | -          |
| 01.07.1944 года | 1-й Украинский фронт      | 60-я армия                                          | 106-й стрелковый корпус | -          |
| 01.08.1944 года | 1-й Украинский фронт      | 38-я армия                                          | 52-й стрелковый корпус  | -          |
| 01.09.1944 года | 1-й Украинский фронт      | 38-я армия                                          | 67-й стрелковый корпус  | -          |
| 01.10.1944 года | 1-й Украинский фронт      | 38-я армия                                          | 52-й стрелковый корпус  | -          |
| 01.11.1944 года | 1-й Украинский фронт      | 38-я армия                                          | 52-й стрелковый корпус  | -          |
| 01.12.1944 года | 4-й Украинский фронт      | 38-я армия                                          | 52-й стрелковый корпус  | -          |
| 01.01.1945 года | 4-й Украинский фронт      | 38-я армия                                          | 52-й стрелковый корпус  | -          |
| 01.02.1945 года | 4-й Украинский фронт      | 38-я армия                                          | 67-й стрелковый корпус  | -          |
| 01.03.1945 года | 4-й Украинский фронт      | 38-я армия                                          | 67-й стрелковый корпус  | -          |
| 01.04.1945 года | 4-й Украинский фронт      | 1-я гвардейская армия                               | 67-й стрелковый корпус  | -          |
| 01.05.1945 года | 4-й Украинский фронт      | 1-я гвардейская армия                               | 67-й стрелковый корпус  | -          |

## Состав
- 1140-й стрелковый полк
- 1142-й стрелковый полк
- 1144-й стрелковый полк
- 911-й артиллерийский полк
- 261-й отдельный истребительно-противотанковый дивизион
- 410-я отдельная разведывательная рота
- 482-й отдельный сапёрный батальон
- 301-я отдельная зенитно-артиллерийская батарея
- 511-й отдельный миномётный дивизион
- 799-й отдельный батальон связи (433-я отдельная рота связи)
- 433-й отдельный медико-санитарный батальон
- 426-я отдельная рота химической защиты
- 463-я автотранспортная рота
- 202-й полевой автохлебозавод
- 771-й дивизионный ветеринарный лазарет
- 151-я полевая почтовая станция
- 778-я полевая касса Государственного банка

## Командиры
- Мартиросян, Саркис Согомонович (21.09.1941 — 01.07.1943), полковник, с 20.12.1942 генерал-майор;
- Шадрин, Митрофан Иванович (02.07.1943 — 12.08.1943), полковник;
- Зубарев, Иосиф Егорович (13.08.1943 — 10.01.1944), полковник;
- Козлов, Иван Фёдорович (11.01.1944 — 26.01.1944), полковник;
- Дряхлов, Иван Дмитриевич (27.01.1944 — 29.04.1944), полковник;
- Махлиновский, Виктор Львович (30.04.1944 — 04.09.1944), генерал-майор;
- Пархоменко, Фёдор Назарович (05.09.1944 — 11.05.1945), генерал-майор.

Начальники артиллерии:
Репников Иван Григорьевич (сентябрь 1941--14.02.1942), полковник

## Награды и наименования
| Награда (наименование)           | Дата                                                              | За что награджена |
| -------------------------------- | ----------------------------------------------------------------- | --- |
| Почётное наименование «Сумская»  | Приказ Верховного Главнокомандующего № 8 от 02.09.1943 года       | В ознаменование одержанной победы и за отличие в боях за город Сумы. |
| Почётное наименование «Киевская» | Приказ Верховного Главнокомандующего СССР № 37 от 06.11.1943 года | В ознаменование одержанной победы и за отличие в боях за освобождение Киева. |
| Орден Красного Знамени           | Указ Президиума Верховного Совета СССР от 4 января 1944 года      | За образцовое выполнение боевых заданий командования на фронте борьбы с немецкими захватчиками и проявленные при этом доблесть и мужество.                                                     |
| Орден Суворова II степени        | ???                                                               | награждена указом Президиума Верховного Совета СССР за образцовое выполнение боевых заданий командования на фронте борьбы с немецкими захватчиками и проявленные при этом доблесть и мужество. |
| Орден Кутузова II степени        | Указ Президиума Верховного Совета СССР от 5 апреля 1945 года      | За образцовое выполнение заданий командования в боях с немецкими захватчиками при овладинии городом Бельско и проявленные при этом доблесть и мужество.                                        |

Награды частей дивизии:
- 1140-й стрелковый Горлицкий[3] ордена Суворова[4] полк
- 1142-й стрелковый Краснознамённый[4] ордена Суворова[5] полк
- 1144-й стрелковый Краснознамённый[4] ордена Кутузова[5] полк
- 911-й артиллерийский Краснознамённый[6] полк

## Отличившиеся воины дивизии
| Награда | Ф. И. О.                         | Должность                                                                           | Звание            | Дата награждения                 | Примечания                      |
| ------- | -------------------------------- | ----------------------------------------------------------------------------------- | ----------------- | -------------------------------- | ------------------------------- |
|         | Асеев, Фёдор Константинович      | Командир орудия 911-го артиллерийского полка                                        | старший сержант   | 10.01.1944                       |                                 |
|         | Бедрышев, Михаил Александрович   | Стрелок 1140-го стрелкового полка                                                   | красноармеец      | 10.01.1944                       |                                 |
|         | Бочкарёв, Василий Никифорович    | командир миномётного расчёта 1140-го стрелкового полка                              | сержант           | 10.01.1944                       |                                 |
|         | Воропаев, Григорий Яковлевич     | командир отделения 1140-го стрелкового полка                                        | сержант           | 10.01.1944                       | посмертно                       |
|         | Дмитриев, Пётр Дмитриевич        | Заместитель командира 911-го артиллерийского полка по строевой части                | полковник         | 10.01.1944                       |                                 |
|         | Зубарев, Иван Фёдорович          | Командир орудия 911-го артиллерийского полка                                        | старший сержант   | 15.05.1946                       |                                 |
|         | Ивашина, Иван Вакулович          | Командир орудия 911-го артиллерийского полка                                        | сержант           | 10.01.1944                       |                                 |
|         | Казуров, Владимир Сергеевич      | командир взвода 410 отдельной разведывательной роты                                 | сержант           | 24.03.1945                       | погиб в бою 15 апреля 1945 года |
|         | Коржушко, Владимир Викторович    | помощник командира взвода 1140-го стрелкового полка                                 | старший сержант   | 10.01.1944                       |                                 |
|         | Леденёв, Пётр Петрович           | командир батареи 911-го артиллерийского полка                                       | старший лейтенант | 10.01.1944                       |                                 |
|         | Литовченко, Николай Иванович     | Стрелок 1140-го стрелкового полка                                                   | красноармеец      | 10.01.1944                       |                                 |
|         | Лупов, Дмитрий Петрович          | Пулемётчик 1142-го стрелкового полка                                                | старший сержант   | 10.01.1944                       |                                 |
|         | Малыгин, Сергей Александрович    | Командующий артиллерией дивизии                                                     | полковник         | 24.12.1943                       | смертельно ранен 10.01.1944     |
|         | Мамедов, Минур Иса оглы          | Командир пулемётного расчёта 1144-го стрелкового полка                              | сержант           | 12.11.1944 08.03.1945 15.05.1946 |                                 |
|         | Мусохранов, Александр Филиппович | командир пулемётного расчёта 1144-го стрелкового полка                              | сержант           | 13.11.1943                       |                                 |
|         | Новгородов, Сергей Васильевич    | командир миномётного расчёта 1142-го стрелкового полка                              | старший сержант   | 29.06.1945                       |                                 |
|         | Овчаренко, Иван Тихонович        | командир 2-го батальона 1144-го стрелкового полка                                   | капитан           | 10.01.1944                       | посмертно                       |
|         | Перминов, Ерофей Иосифович       | Телефонист штабной батареи 911-го артиллерийского полка                             | красноармеец      | 10.01.1944                       |                                 |
|         | Приходько, Филипп Романович      | Автоматчик 1142-го стрелкового полка                                                | красноармеец      | 08.05.1944 26.08.1944 25.01.1945 |                                 |
|         | Рахимов, Абдусаттар              | наводчик орудия артиллерийской батареи 1144-го стрелкового полка                    | младший сержант   | 10.01.1944                       |                                 |
|         | Самойлов, Александр Васильевич   | стрелок 1142-го стрелкового полка                                                   | красноармеец      | 15.05.1946                       |                                 |
|         | Сенчихин, Прокофий Фёдорович     | врид командира батареи 261-го отдельного истребительного противотанкового дивизиона | младший лейтенант | 10.01.1944                       |                                 |
|         | Чекулаев, Гордей Трофимович      | пулемётчик пулемётной роты 3-го батальона 1144-го стрелкового полка                 | красноармеец      | 10.01.1944                       |                                 |

## Память
- Музей боевой славы в Профессиональном училище № 14 города Старый Оскол